# Management-Informationssystem
Ein Management-Informationssystem (MIS) ist eine Softwareausführung eines Informationssystems. Es stellt dem Unternehmen Informationen zur Verfügung, mit deren Hilfe das Unternehmen gelenkt bzw. das Controlling (also dem Produktions- und Vertriebssektor) betrieben werden kann. Ein MIS ist in der Regel betriebswirtschaftlich orientiert, während ein Führungsinformationssystem sich mit den Grundsätzen der Unternehmensführung (Personal) beschäftigt. Die Wirtschaftsinformatik beschäftigt sich mit Konzeption, Aufbau und Pflege von (Management-)Informationssystemen.

## Geschichte
Im Laufe der 1960er-Jahre wuchs mit dem technischen Fortschritt in der Computertechnik das Bedürfnis, die neuen Möglichkeiten der Datenverarbeitung zur Aufbereitung von Informationen für die Unternehmensführung zu nutzen. In dieser Zeit wurde die Idee eines umfassenden Management-Informationssystems (im Folgenden MIS) geboren. Das Konzept des MIS war ein sehr zentralistischer Ansatz, der versuchte alle Unternehmensdaten der operativen Systeme in einem Datenmodell zusammenzuführen und in Echtzeit für die Analyse zu verdichten. Seit den 1990er-Jahren ist der Begriff MIS in anderer Form wieder gebräuchlich geworden. In der Praxis wird MIS heute als Überbegriff im Bereich der analytischen Informationssysteme verwendet (wie zum Beispiel Decision Support System (DSS), Executive Information System (EIS) sowie zum Teil auch für OLAP-Anwendungen und elektronisches Berichtswesen). Als Datenbasis für ein modernes MIS dient meist ein Data-Warehouse.

## Definition/Funktionsumfang
In einem MIS werden dem Nutzer Informationen bereitgestellt, die für die Durchführung seiner Aufgaben relevant sind, z. B. die ihn bei der Planung oder bei Entscheidungen unterstützen können. Hierzu werden die Ist-Informationen (Kennzahlen des Unternehmens und des Markts), die ein reales Abbild des momentanen Unternehmenszustandes liefern, zu Kennzahlen-Cockpits oder Berichten für bestimmte Anwendergruppen zusammengefasst (beispielsweise für die Marketing-Abteilung, den Einkauf, die Geschäftsführung bzw. den Vorstand und weitere). Die bereitgestellten Informationen können auch als Basis für weitere Analysen und Prognosen dienen (beispielsweise durch Aufstellung von Trends). Um solch eine Prognose zu erstellen, kann ein Managementinformationssystem auch Daten enthalten, die durch statistische Verfahren gewonnen werden oder durch Schätzungen und Meinungen (subjektive Annahmen) ermittelt werden (sogenannte Plandaten).
Es gibt zwei Haupttheorien, die bestimmen, wie ein optimales Management-Informationssystem aussieht:
1. die Kontingenztheorie und
2. die Transaktionskostenökonomie.

Die Kontingenztheorie behauptet, dass unter bestimmten Situationen oder Kontingenzen ein bestimmtes MIS-Design gewählt werden soll, während unter anderen Bedingungen ein bestimmtes anderes Design gewählt werden soll. 
Die Transaktionskostenökonomie behauptet, dass unterschiedliche Prozesse oder Tätigkeiten bestimmte unterscheidbare Vertragsprobleme verursachen. Unternehmen verwenden unterschiedliche Management-Informationssysteme, um mit verschiedenen Vertragsproblemen umzugehen.

## Management
Während die Management-Informationssysteme von jeder Managementebene verwendet werden können, wird die Entscheidung darüber, welche Systeme implementiert werden sollen, meist vom Leiter der IT und dem Technischen Direktor eines Unternehmens gefällt. Diese sind in der Regel für die allgemeine Technologiestrategie einer Organisation verantwortlich, einschließlich der Bewertung, wie neue Technologien ihrer Organisation helfen können. Sie fungieren als Entscheidungsträger bei der Implementierung neuer MIS.
Sobald die Entscheidung für bestimmte Systeme gefallen ist, ist die IT in Zusammenarbeit mit dem Technischen Direktor für die technische Implementierung des Systems verantwortlich. Sie sind auch für die Umsetzung der Richtlinien verantwortlich, die sich auf das MIS auswirken. Es ist auch ihre Aufgabe, die Verfügbarkeit von Daten und Netzwerkdiensten sowie die Sicherheit der Daten durch die Koordinierung der IT-Aktivitäten zu gewährleisten.
Nach der Implementierung haben die zugewiesenen Benutzer den entsprechenden Zugriff auf relevante Informationen. Es ist wichtig zu beachten, dass nicht jeder, der Daten in MIS eingibt, notwendigerweise Management-Ebene sein muss. Es ist gängige Praxis, Eingaben für MIS von nicht leitenden Angestellten vornehmen zu lassen, obwohl sie selten Zugang zu den von diesen Systemen angebotenen Berichten und Plattformen für die Entscheidungsfindung haben.

## Typen
Die folgenden Arten von Informationssystemen werden zum Erstellen von Berichten, zum Extrahieren von Daten und zur Unterstützung der Entscheidungsfindungsprozesse von Managern auf mittlerer und operativer Ebene verwendet.
- Entscheidungsunterstützungssysteme (Decision Support Systems, DSS) sind Computerprogrammanwendungen, die vom mittleren und höheren Management verwendet werden, um Informationen aus einer breiten Palette von Quellen zu sammeln und um die Problemlösung und Entscheidungsfindung zu unterstützen. Ein DSS wird hauptsächlich für semistrukturierte und unstrukturierte Entscheidungsprobleme verwendet.
- Executive Information Systems (EIS) ist ein Reporting-Tool, das einen schnellen Zugriff auf zusammengefasste Berichte von allen Unternehmensebenen und -abteilungen wie Rechnungswesen, Personal und Betrieb ermöglicht.
- Marketing-Informationssysteme sind Management-Informationssysteme, die speziell für die Verwaltung der Marketingaspekte des Unternehmens entwickelt wurden.
- Buchhaltungsinformationssysteme sind konzentrierte Buchhaltungsfunktionen.
- Personalmanagementsysteme werden für Personalaspekte verwendet.
- Office-Automation-Systeme (OAS) unterstützen die Kommunikation und Produktivität im Unternehmen durch die Automatisierung von Arbeitsabläufen und die Beseitigung von Engpässen. OAS kann auf allen Ebenen des Managements implementiert werden.
- Enterprise Resource Planning (ERP) -Software erleichtert den Informationsfluss zwischen allen Geschäftsfunktionen innerhalb der Grenzen der Organisation und verwaltet die Verbindungen zu externen Stakeholdern.[1]
- Lokale Datenbanken können als kleine, einfache Managementwerkzeuge eingesetzt werden und werden als eine grundlegende Version eines MIS betrachtet.

## Vorteile
Nachfolgend sind einige Vorteile aufgeführt, die sich aus der Nutzung von MIS ergeben:
- Unternehmen sind in der Lage, ihre Stärken und Schwächen aufgrund von Umsatzberichten, Leistungsdaten der Mitarbeiter usw. zu identifizieren. Die Identifizierung dieser Aspekte kann Unternehmen dabei helfen, ihre Geschäftsprozesse und -abläufe zu verbessern.
- MIS ergibt ein Gesamtbild des Unternehmens.
- MIS kann als Kommunikations- und Planungstool fungieren.
- Die Verfügbarkeit von Kundendaten und Feedback kann dem Unternehmen helfen, seine Geschäftsprozesse an den Bedürfnissen seiner Kunden auszurichten. Die effektive Verwaltung von Kundendaten kann dem Unternehmen helfen, Direktmarketing- und Werbeaktivitäten durchzuführen.
- MIS kann einem Unternehmen einen Wettbewerbsvorteil verschaffen.
- MIS-Berichte können bei der Entscheidungsfindung helfen und Ausfallzeiten für verwertbare Elemente reduzieren.